# Tunnel d'Orhangazi
Le tunnel d'Orhangazi (Orhangazi Tüneli en turc), est un tunnel autoroutier en construction situé dans les monts Samanlı, dans la région de Marmara, dans le nord-ouest de la Turquie. Il fait partie de l'autoroute 5, allant en Gebze au nord à İzmir au sud, en passant par Orhangazi.
Le tunnel d'Orhangazi est situé au nord-est de la ville d'Orhangazi, entre les villages de Laladere et de Yeniköy, près de la frontière entre les provinces de Yalova et de Bursa. D'une longueur de 3,417 kilomètres, il est composé de deux tubes accueillant chacun trois voies. Sa construction a débuté le 15 février 2012 et est effectuée par Otoyol A.Ş., un consortium composé des entreprises turques Nurol, Özaltın, Makyol, Yüksel, Göçay ainsi que de l'entreprise italienne Astaldi. Le tunnel est construit grâce à la nouvelle méthode autrichienne,.
Le 19 février 2014, après deux ans et quatre jours de travail, les deux parties creusées d'un des deux tubes se rejoignent. Une cérémonie est tenue sur le site en présente du Premier ministre Bülent Arınç et du Ministre des Transports Lütfi Elvan le 3 mars 2014. Lorsqu'il sera achevé, le tunnel d'Orhangazi sera le plus long tunnel autoroutier de turquie,,. Son ouverture est prévue pour mai 2015.
D'autres tunnels sont situés sur la même autoroute que celui d'Orhangazi : le tunnel de Selçukgazi, d'une longueur de 1,234 km, et le tunnel de Belkahve, d'une longueur de 1,747 km, qui est toujours en construction.